# Conseil régional de Souss-Massa
Avenue Général Kettani, Agadir.
Le conseil régional de Souss-Massa est l'assemblée délibérante de la région marocaine Souss-Massa, collectivité territoriale décentralisée agissant sur le territoire régional. Il est composé de 57 conseillers régionaux élus pour 6 ans au suffrage universel direct et présidé par Karim Achengli depuis 2021.

## Siège
Le Conseil régional de Souss-Massa se trouve dans l'avenue Général Kettani d'Agadir.

## Présidents
| Période   | Président | Président      | Parti | Parti |
| --------- | --------- | -------------- | ----- | ----- |
| 2015-2021 |           | Brahim Hafidi  |       | RNI   |
| 2021-     |           | Karim Achengli |       | RNI   |